# Desura
Desura — платформа цифровой дистрибуции для платформ Windows, Linux и macOS, позволяющая пользователям загружать и устанавливать игры и модификации к ним. В каталоге представлено около двух тысяч игр, среди которых есть как платные, так и бесплатные.
Особенностью платформы является ориентация на игры инди-разработчиков, а также клиент на основе фреймворка Chromium.
В 2016 году компания Bad Juju Games, владевшая сервисами Desura, IndieRoyale и DailyRoyale обанкротилась, сайты приобретены сервисом OnePlay. О сроках восстановления работоспособности сервиса пока не сообщается.